# Аннаба
Аннаба́ (фінік. , араб. عنابة, Annaba), до 1962 — Бон (Bône) — місто на північному сході Алжиру, 385 тис. мешканців (2005).

## Клімат
Місто знаходиться у зоні, котра характеризується середземноморським кліматом. Найтепліший місяць — серпень із середньою температурою 25 °C (77 °F). Найхолодніший місяць — січень, із середньою температурою 11.7 °С (53 °F).
| Клімат Аннаби           | Клімат Аннаби | Клімат Аннаби | Клімат Аннаби | Клімат Аннаби | Клімат Аннаби | Клімат Аннаби | Клімат Аннаби | Клімат Аннаби | Клімат Аннаби | Клімат Аннаби | Клімат Аннаби | Клімат Аннаби | Клімат Аннаби |
| Показник                | Січ.          | Лют.          | Бер.          | Квіт.         | Трав.         | Черв.         | Лип.          | Серп.         | Вер.          | Жовт.         | Лист.         | Груд.         | Рік           |
| Абсолютний максимум, °C | 26            | 30            | 31            | 35            | 37            | 41            | 47            | 45            | 42            | 40            | 32            | 27            | 47            |
| Середній максимум, °C   | 15            | 16            | 17            | 19            | 22            | 26            | 29            | 30            | 28            | 24            | 20            | 16            | 22            |
| Середня температура, °C | 11            | 12            | 13            | 15            | 18            | 21            | 24            | 25            | 23            | 20            | 15            | 12            | 17            |
| Середній мінімум, °C    | 7             | 7             | 8             | 10            | 13            | 16            | 19            | 20            | 18            | 15            | 11            | 8             | 12            |
| Абсолютний мінімум, °C  | −1            | 0             | 0             | 2             | 2             | 8             | 7             | 7             | 12            | 5             | 2             | 0             | −1            |
| Норма опадів, мм        | 100           | 70            | 70            | 40            | 30            | 10            | 0             | 10            | 30            | 70            | 60            | 100           | 630           |
| ----------------------- | ------------- | ------------- | ------------- | ------------- | ------------- | ------------- | ------------- | ------------- | ------------- | ------------- | ------------- | ------------- | ------------- |
| Джерело: Weatherbase    |               |               |               |               |               |               |               |               |               |               |               |               |               |

## Населення
Переважна більшість населення (99,9 %) міста — араби-мусульмани сунітського толку. У кінці XIX — початку XX століть значну частину населення міста в тоді ще Французькому Алжирі складали досить впливові в культурному та економічному плані немусульманські групи франкомовних європейців і євреїв, що отримали назву франкоалжирці (фр. п'є-нуар). Складаючи колись до 15 % населення країни і 40,5 % населення міста в 1958, більшість франкоалжирців були змушені масово покинути місто після війни за незалежність. Вони емігрували в основному до Франції, Ізраїлю, США, Іспанії. У місто почали масово переселяться мусульманські селяни з сусідніх сіл, що призвело до швидкого зростання його населення.
| Роки                        | 1882   | 1901   | 1948    | 1966    | 1977    | 1987    | 1998    | 2005    | 2008    | 2009    |
| --------------------------- | ------ | ------ | ------- | ------- | ------- | ------- | ------- | ------- | ------- | ------- |
| Місто                       | 22 000 | 37 000 | 102 000 | 168 800 | 222 600 | 222 500 | 247 700 | 385 058 | 257 359 | —       |
| Муніципалітет (агломерація) | —      | —      | —       | —       | 255 900 | 305 500 | 359 657 | —       | 609 499 | 650 000 |

## Історія

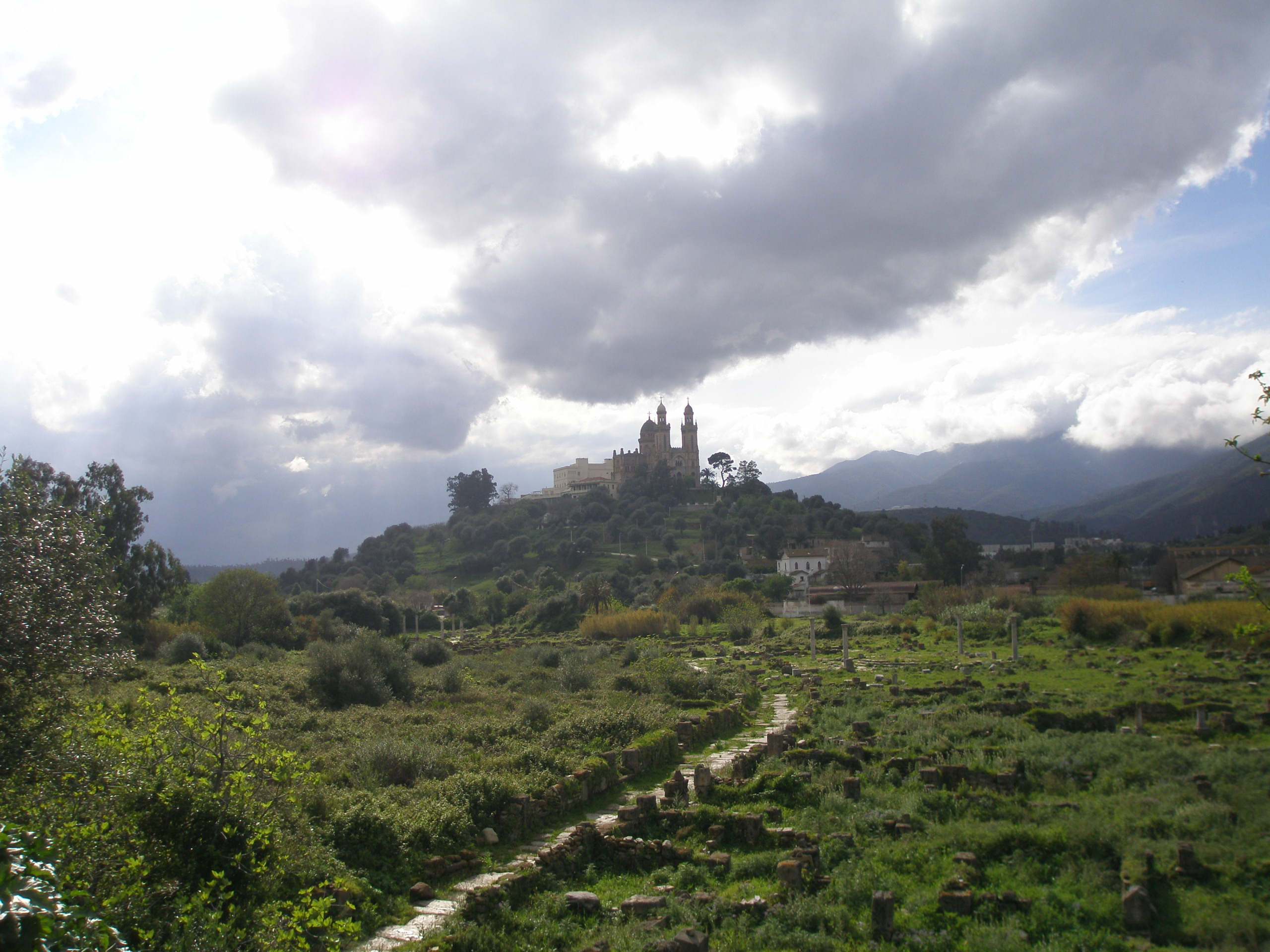
Гіппон

Аннаба була заснована у IX столітті до н. е. як фінікійська колонія Гіппон. Перша назва поселення походить від фінікійського слова, що позначало глибоку бухту. Щоб відрізняти колонію від сусіднього Гіппона Акри місто йменували Гіппоном Царським — адже його гавань використовували нумідійські царі.
З приєднанням Нумідії до Рима місто увійшло до складу римської провінції Нова Африка. В 431 р. Гіппон захопили вандали, в 534 — візантійці.
З 647 — під контролем Арабського халіфату. З цього часу починається інтенсивна ісламізація місцевого населення. У XI столітті (1033 рік) тут зведена Мечеть Сіді-бу-Меруан з використанням античних колон із споруд міста Гіппону. Збереглася й стара частина міста з фортецею (касба), де ховалися пірати. З кінця середніх століть посилюється інтерес до міста і фортеці з боку європейських держав — Іспанії, Португалії. Франція остаточно анексує місто і офіційно контролює його з 1830 по 1962 роки.

## Туризм
Місто відоме своїми чудовими пляжами. Найбільше туристів з Франції та Італії. На відстані 75 км на схід від міста знаходиться Національний парк Ель-Кала.

## Економіка
В місті важливий порт на узбережжі Середземного моря (вивіз фосфоритів, заліза, та цинкової руди, вовни тощо). Підприємства хімічної (мінеральні добрива, сірчана кислота), тютюнової, харчової промисловості, вироби, будівельних матеріалів. Значний торговельний центр.